# Comte de Chester
Le comté de Chester fut l'un des plus puissants comtés de l'Angleterre médiévale. Le Cheshire appartenait aux comtes de Chester, ainsi que l'honneur de Chester, formé de terres et de places dans toute l'Angleterre.

## Histoire du titre
En 1237, après la mort de John le Scot, le titre est racheté aux sœurs de Ranulf de Blondeville, gendre de Conan IV de Bretagne, par le roi Henri III, qui le donna à son fils Édouard.
Depuis 1301, le titre est généralement donné à l'héritier désigné du trône d'Angleterre. Depuis 1399, il est donné conjointement avec le titre de prince de Galles.

## Première création (1071)
- 1071-1101 : Hugues d'Avranches († 1101) ;
- 1101-1120 : Richard d'Avranches (en) (1094-1120). Fils du précédent.
- 1120-1129 : Ranulph le Meschin († 1129). Cousin germain du précédent.
- 1129-1153 : Ranulph de Gernon († 1153). Fils du précédent ;
- 1153-1181 : Hugues de Kevelioc (1147-1181). Fils du précédent ;
- 1181-1232 : Ranulph de Blondeville (1172-1232). Fils du précédent.
- 1232-1237 : John le Scot (v. 1207-1237), comte de Huntingdon. Neveu du précédent ;

## Deuxième création (1264)
- 1264-1265 : Simon V de Montfort (1208-1265), comte de Leicester.

Le titre est repris par la couronne.

## Création non enregistrée (1274)
Il n'y a aucune preuve qu'Alphonse (1273-1284), fils d'Édouard Ier, ait été créé comte, bien qu'il ait porté le titre à partir de 1274.

## Troisième création (1301)
- 1301-1307 : Édouard Plantagenêt (1284-1327), devint Édouard II d'Angleterre en 1307. Fils d'Édouard Ier.

Le titre est repris par la couronne.

## Quatrième création (1312)
- 1312-1327 : Édouard Plantagenêt (1312-1377), devint Édouard III d'Angleterre en 1327. Fils d'Édouard II.

## Cinquième création (1333)
- 1333-1376 : Édouard, le Prince Noir (1330-1376). Fils d'Édouard III ;
- 1376-1377 : Richard de Bordeaux (1367-1400). Fils du précédent. Accède à la couronne en 1377 sous le nom de Richard II.

À partir de 1399, le titre est associé à celui de Prince de Galles.